# خادم الوصول للشبكة
يُعتبر خادم الوصول للشبكة الحد الفاصل بين المستخدم والموارد

## نظرة عامة
قد يتوفر الخادم على مجموعة من الواجهات (مكان إدخال الكابلات منها الرقمية والتناظرية) لتخدم بذلك المئات من المستخدمين. يتوفر الخادم على معالج خاص بالإتصالات يقوم بربط المستخدمين سواء بشبكة محلية أو شبكة متباعدة بشكل متزامن بالاعتماد أيضا على برنامج محاكي طرفية.
يتصرف خادم الوصول للشبكة على أنه بوابة اتصال لتنظيم الوصول للموارد بغرض حمايتها. على غرار هاتفشبكة اتصالات، طابعة وإنترنت. يقوم الخادم بالبحث في موارد أخرى من أجل تفقد وضع المستخدمين الراغبين في الوصول للموارد وبناء على النتيجة المستخلصة، فإنه يسمح للمستخدمين الحاصلين على الموافقة بالوصول ومنع غير الحاصلين عليها.

## أمثلة
- يقوم مزود خدمة الإنترنت الذي يتيح للمستخدمين الوصول إلى الإنترنت باستخدتم مجموعة من الموارد كشبكة هاتف عامة أوخط المشترك الرقمي،خط اشتراك رقمي غير متماثل، مضمان كبلي،، جي بي آر إس ونظام الاتصالات المتنقلة العالمي(3G)،تطور طويل الأمد(4G). بالاعتماد على خادم وصول للشبكة أو أكثر والذي يقبل التعامل وفقا لبروتوكول من نقطة لنقطة، بروتوكول النقطة إلى النقطة عبر إيثرنت أوبروتوكول النقطة إلى النقطة، يقوم الخادم بتققد وضع المستخدمين الراغبين في الوصول للإنترنت عن طريق المعلومات المقدمة من خدمة مصادقة عن بعد لمستخدم طلب هاتفي ومن تم يسمح لمن لهم إذن بالوصول ويمنع البقية.